# Michael Baigent
Michael Feran Meritxell Baigent (* 27. Februar 1948 in Nelson, Neuseeland; † 17. Juni 2013 in Brighton, England) war ein britisch-neuseeländischer Autor. Die meisten seiner Werke waren Sachbücher pseudohistorischen und verschwörungstheoretischen Inhalts. Seine bekannteste Arbeit war die Koautorenschaft in Henry Lincolns Der Heilige Gral und seine Erben, der die moderne Sage um Rennes-le-Château für ein Massenpublikum aufbereitete und dessen Thesen von weiten Teilen der Geschichtswissenschaft abgelehnt werden. Ebenfalls als Koautor fungierte teilweise Richard Leigh.

## Leben
Baigent studierte Psychologie an der University of Canterbury in Christchurch (Abschluss B.A.). Seit 1976 lebte er mit seiner Familie in England. Dort erwarb er 1999 an der University of Kent einen M.A. im Fach Mystik und religiöse Erfahrung; der Titel seiner Arbeit lautete A Renaissance symbol: the meaning of the triangle containing the Hebrew name of God.
In seinen Büchern und Dokumentarfilmen beschäftigte sich Baigent unter anderem mit der Geschichte des Templerordens, der Freimaurerei und der Frühgeschichte des Christentums.
Im Jahr 1983 heiratete er seine Frau Jane, mit der er zwei Töchter hatte. Aus einer vorherigen Ehe seiner Frau stammten ein Stiefsohn und eine Stieftochter.
Baigent starb im Juni 2013 im Alter von 65 Jahren an einer Hirnblutung.

## Werke
- mit Richard Leigh, Henry Lincoln: Der Heilige Gral und seine Erben. Ursprung und Gegenwart eines geheimen Ordens. Sein Wissen und seine Macht. Lübbe, Bergisch Gladbach 1984, ISBN 3-7857-0370-8.
- mit Richard Leigh, Henry Lincoln: Das Vermächtnis des Messias. Auftrag und geheimes Wirken der Bruderschaft vom Heiligen Gral. Lübbe, Bergisch Gladbach 1987, ISBN 3-7857-0460-7.
- mit Richard Leigh: Der Tempel und die Loge. Das geheime Erbe der Templer in der Freimaurerei. Lübbe, Bergisch Gladbach 1990.
- mit Richard Leigh: Verschlußsache Jesus. Die Qumranrollen und die Wahrheit über das frühe Christentum. Droemer Knaur, München 1991. (Platz 1 der Spiegel-Bestsellerliste vom 2. Dezember 1991 bis zum 1. November 1992)
- mit Richard Leigh: Geheimes Deutschland. Stauffenberg und die Hintergründe des Attentats vom 20. Juli 1944. Droemer Knaur, München 1994.
- Das Rätsel der Sphinx. Sensationelle Spuren einer Zivilisation zwei Millionen Jahre vor unserer Zeit. Droemer Knaur, München 1998.
- Das Geheimnis der Templer. Droemer Knaur, München 2000 (Roman).
- mit Richard Leigh: Verschlußsache Magie. Der Einfluß von Mythen und Mysterien auf unser Leben. Droemer Knaur, München 2000.
- Spiegelbild der Sterne. Das Universum jenseits der sichtbaren Welt. Droemer Knaur, München 2001.
- mit Richard Leigh: Als die Kirche Gott verriet. Die Schreckensherrschaft der Inquisition von ihren Ursprüngen bis in die Gegenwart. 3. Auflage. Lübbe, Bergisch Gladbach 2002.
- Die Gottes-Macher. Die Wahrheit über Jesus von Nazareth und das geheime Erbe der Kirche. Lübbe, Bergisch Gladbach 2006.